# Lenabergs kalkbrott
Lenabergs kalkbrott (RAÄ 277) är ett kalkbrott inom kyrkbyn Lenaberg i Lena socken i norra delen av Uppsala kommun, invid länsväg 290 cirka 20 km norr om Uppsala.
Lenabergs kalkbrott har kommit att, i folkmun, bli något av en samlingsbenämning över ett större område, vilket beskrives utförligt i Atlas över Sveriges bergslag, utgiven av Jernkontoret och Riksantikvarieämbetet (se källhänvisning nedan).

## Riksantikvarieämbetets uppgifter
Hela området har varit en funktionell helhet inom Kyrkbyn med enheterna;

### RAÄ 80 Gruvområde (Lenabergs gruva och Stenby gruva)
Området består av nio gruvhål samt gråbergsvarp. Fyra gruvhål är fodrade med timmer, två har kallmurade väggar och ett är nedrasat.
Lenabergs och Stenby gruvor omfattar Jungfrugruvan, Stenbygruvan, Lenabergs Storgruva samt Skogsgruvan. I gruvorna har brutits järnmalm.
Arkeologiska undersökningar har gjorts på prov från Stenby gruva. Dessa visade på såväl blyglans som på silver, den sistnämnda en metall som tidigare varit förbisedd i Vattholmatraktens gruvor.

### RAÄ 81 Kalkframställningsområde (Stenby kalkbrott)
Området består av två kalkugnar samt grunder efter industribyggnader. Kalkugnarna har byggts av gråsten respektive kalksten och tegel. De är förstärkta med järnband. Husgrunderna är av betong och huggen gråsten. 
Troligen var det hit kalken från Lenabergs kalkbrott (RAÄ 277) fraktades.

### RAÄ 192 Hustomt och smidesområde (Backa)
Hustomten är markerad sedan lantmäteriakt från 1714. På ekonomiska kartan markeras platsen som smedjegrund.

### RAÄ 193 Område med kalkstensbrytning
Detta område har undersökts relativt lite och finns markerat på 1871 samt 1987 års SGU-karta (SGU = Sveriges Geologiska Undersökningar).  

### RAÄ 241Byggnadsminnesmärke(Lena sockenstuga)
Sockenstugan ligger i närheten av Lena kyrka. Den är rödfärgad och byggdes 1733. Stugan har valmat tak och är en av landets äldsta bevarade sockenstugor.

### RAÄ 277 Område med kalkstensbrytning (Lenabergs kalkbrott)
Området består av fem brott samt skrotstensvarp. Tillstånd till täkt på själva varpen gavs 1992.

### RAÄ 290 Gruvområde
Detta område består av en skärpning samt spritt gråberg, alltså inte samlat i varp.

### Stenby gruvsamhälle
Stenby gruvsamhälle ett par kilometer söder om Vattholma invid nuvarande länsväg 290 växte fram under senare delen av 1800-talet. I samhället finns gamla arbetarbostäder samt förvaltargrunder. Dessa är rester från gruvdriften och kalkindustrin. Gruvarbetarbostäderna är panelade och rödfärgade. De ligger samlade längs gamla landsvägen söderut från Vattholma (Stenbyvägen).
Vidare finns ett gammalt torp vid Grindtorp samt ett skogvaktarboställe vid Lisskårbo.

## Historiska uppgifter (kronologi)
- 1296: "Lenum" det äldsta kända belägget på ortnamnet "Lena".
- 1374: "Kyrkbyn" omnämns.
- 1479: "Bakka" samt "Limbobergh" som äldsta belägg.
- 1538: "Prestbolet" samt "Klockarebolet" som äldsta belägg.
- 1545: Marmor bryts i Vattholma för att restaurera S:t Eriks borg i Uppsala (Uppsala domkyrka). Denna marmor bröts troligen i Lenabergs kalkbrott.
- 1587: Vid Vattholma höggs fyra piedestaler för Stockholms slottskyrka. Troligen höggs de vid Lenabergs kalkbrott.
- 1850 (cirka): Lenabergs och Stenby gruvor belades med utmål.
- 1852 - 66: Lenabergs och Stenby gruvor bröts.
- 1871: Brytning ägde rum vid kalkbrottet på Lena prästgårds skog, med vilket troligen RAÄ 193 (se ovan) avsågs.
- 1871 - 77: Lenabergs och Stenby gruvor bröts på nytt.
- 1880: Lenabergs och Stenby gruvor sönades.
- 1900-talet: I början på 1900-talet arrenderade det nybildade Lenabergs kalkbruk AB kalkbrottet med samma namn (Lenabergs kalkbrott).
- 1907: En linbana byggdes från Lenabergs kalkbrott till Stenby kalkugnar.
- 1918 - 37: Lenabergs kalkbrott arrenderades av Skutskärs sulfatfabrik, varefter driften i kalkbrottet lades ned. Även vid Stenby kalkbrott bedrevs kalkbränning fram till 1937.

## Implikationer
År 1866 redovisas tre kalkbrott på kartan över området kring Lenabergs kalkbrott (RAÄ 277). I övrigt finns inga bergshistoriska lämningar redovisade i området då.
På en järnframställningsplats vid Fullerö (cirka 10 km söder om Vattholma) har man anträffat bergmalm som troligen kommer från Lenabergs- och Stenbystråket. Platsen har daterats till de första århundradena av vår tideräkning. Detta tyder på att brytning av järnmalm förekommit mycket länge i området kring Lenaberg.
Lenabergs kalkbruk AB drev vid 1900-talets början både Lenabergs- och Stenby kalkbrott. Skutskärs sulfatfabrik drev senare i vart fall Lenabergs kalkbrott.
Malmen fraktades med linbana från kalkbrotten till Stenby ugnar (RAÄ 81). Tidigare fanns vid Stenby även en liten järnvägsstation. Numera passerar Ostkustbanan platsen.